# Василёк горный
Василёк го́рный (лат. Centaurea montana) — растение из семейства Астровые, или Сложноцветные. Родина растения — горы Западной Европы.
В базе данных The Plant List название Centaurea montana L. включено в синонимику вида Cyanus montanus (L.) Hill.

## Описание

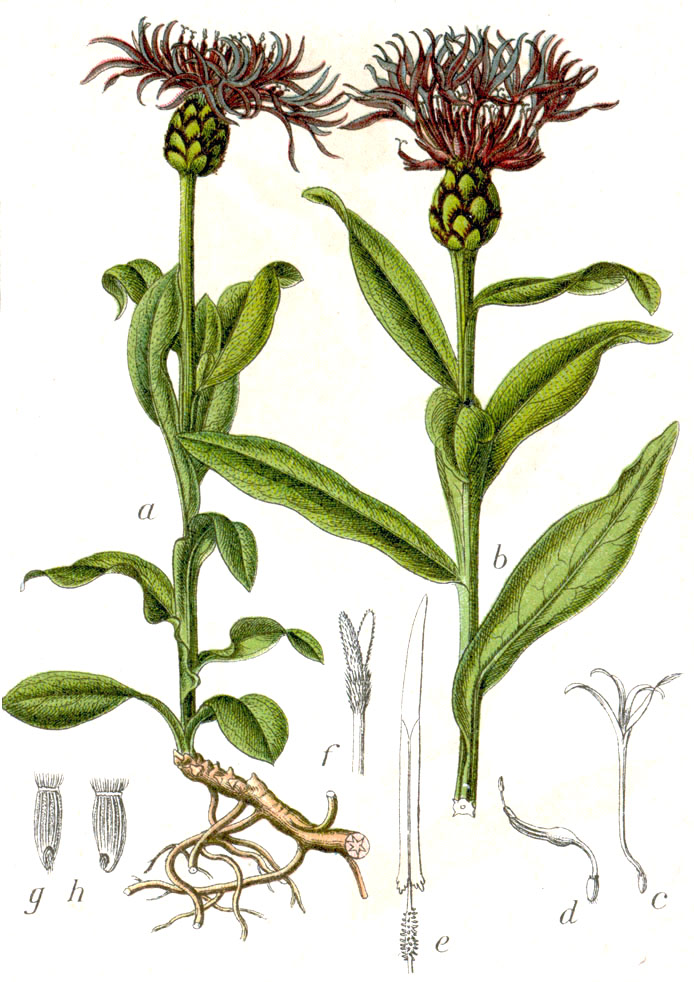
Ботаническая иллюстрация Якоба Штурма из книги «Deutschlands Flora in Abbildungen nach der Natur mit Beschreibungen» (1796—1862)

Василёк горный — многолетнее травянистое растение с прямым стеблем, неразветвлённым, достигает в высоту 60 см.
Листья: прикорневые цельные, ланцетные, собраны в розетку: стеблевые — также цельные.
Цветочные корзинки — одиночные соцветия, крупные, достигают в диаметре 6 см. Цветки синего, сине-фиолетового цвета.
Плод — семянка.
Цветёт в июне—августе.

## Применение
Выращивается как декоративное растение начиная с XVI века.

## Галерея

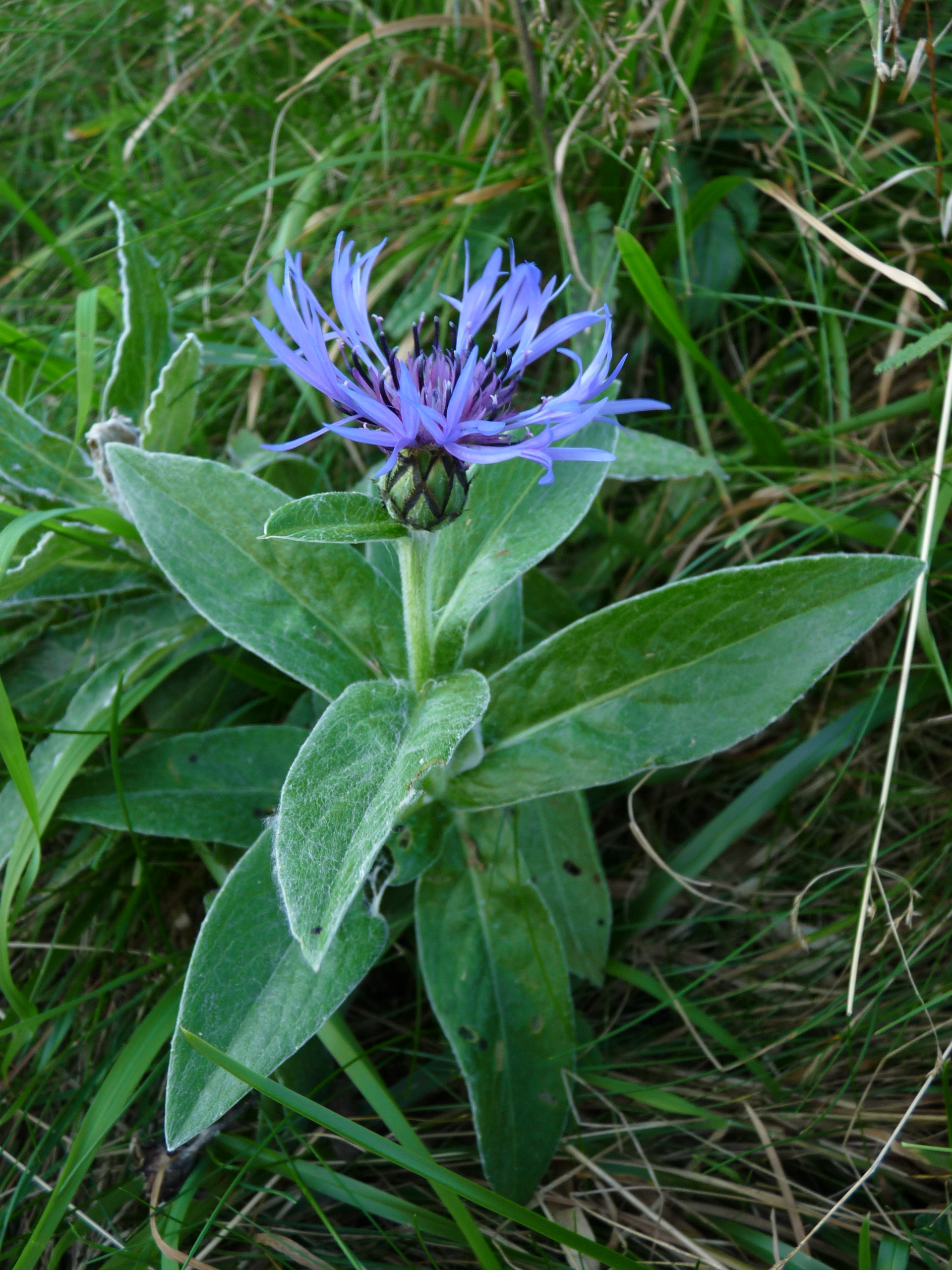
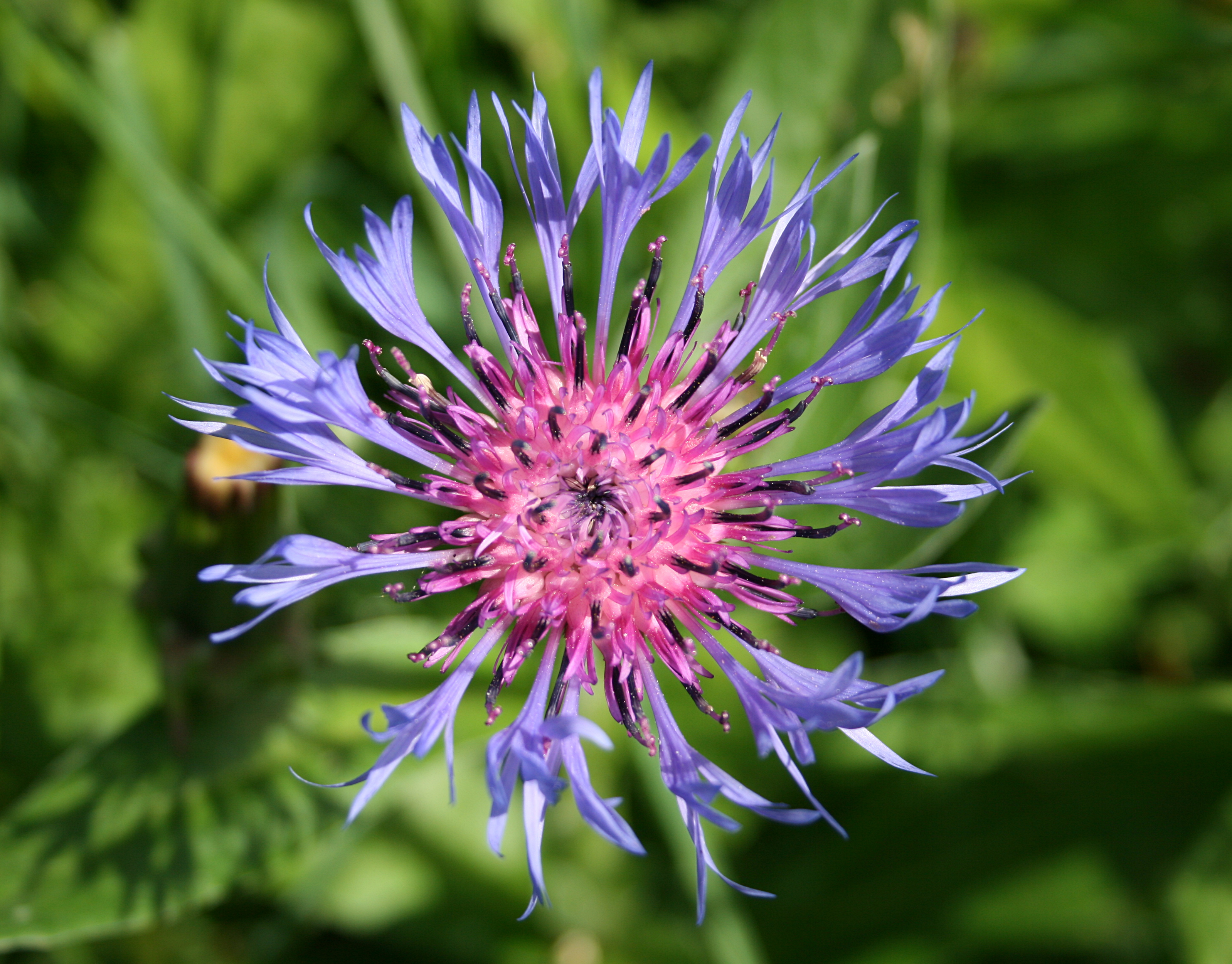
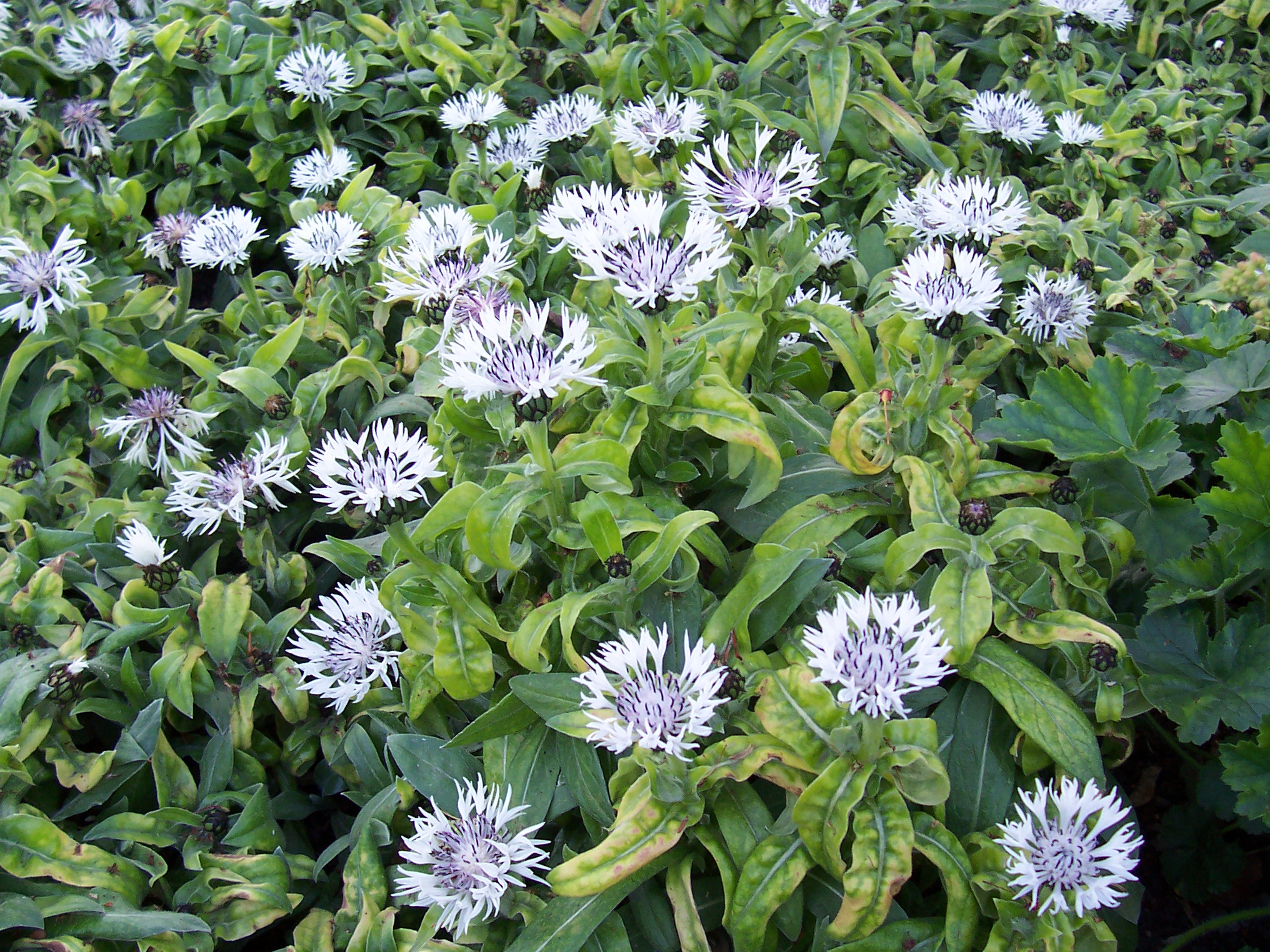
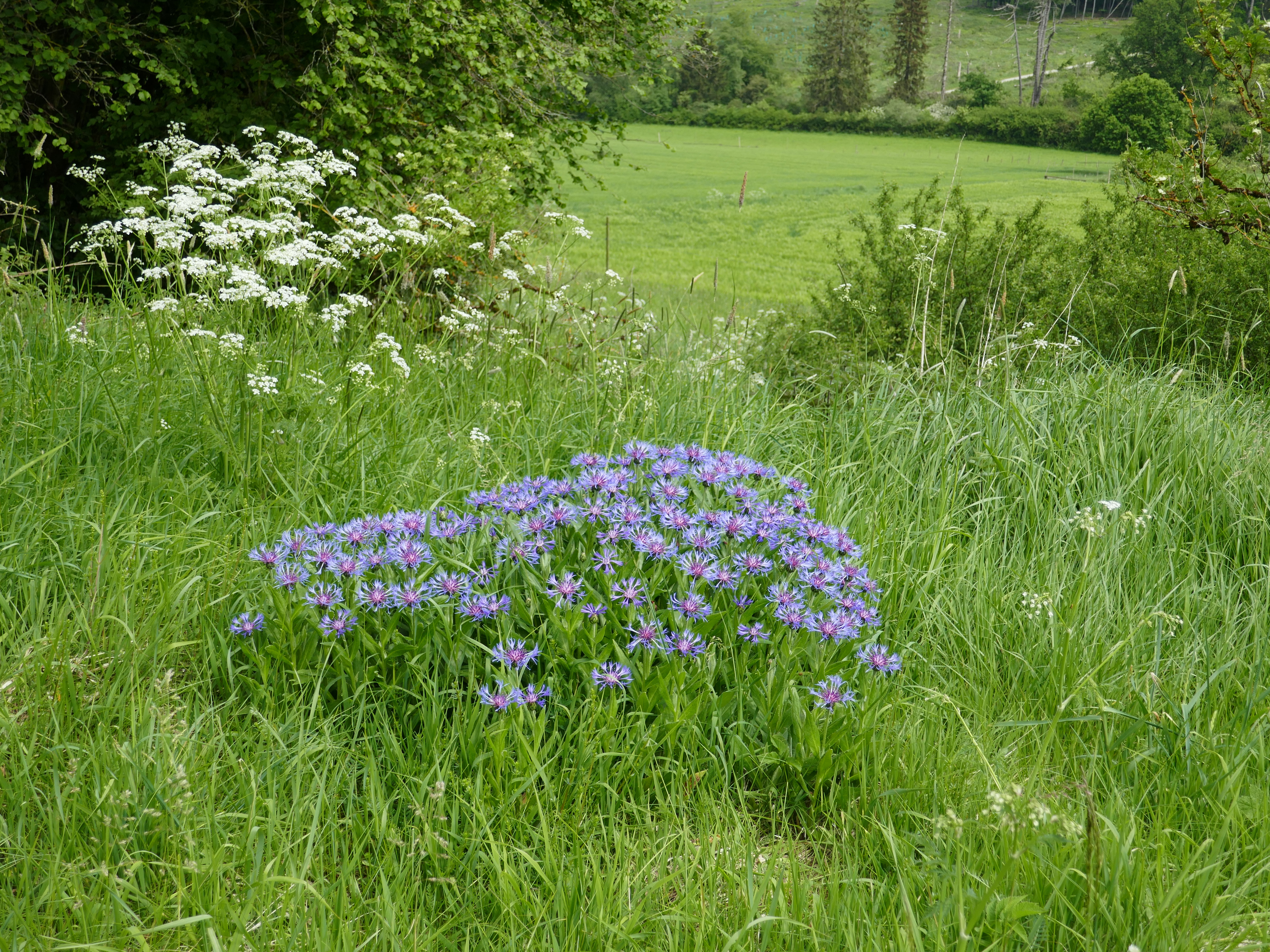